# Jürgen Tschan
Jürgen Tschan (Mannheim, 17 de fevereiro de 1947) é um ex-ciclista alemão. Ele ganhou o Campeonato Alemão de Ciclismo de Estrada em 1971. Tschan também competiu no Jogos Olímpicos de 1968.